# 蒲郡市立蒲郡東部小学校
蒲郡市立蒲郡東部小学校（がまごおりしりつ がまごおりとうぶしょうがっこう）は、愛知県蒲郡市豊岡町池田にある公立小学校。

## 概要

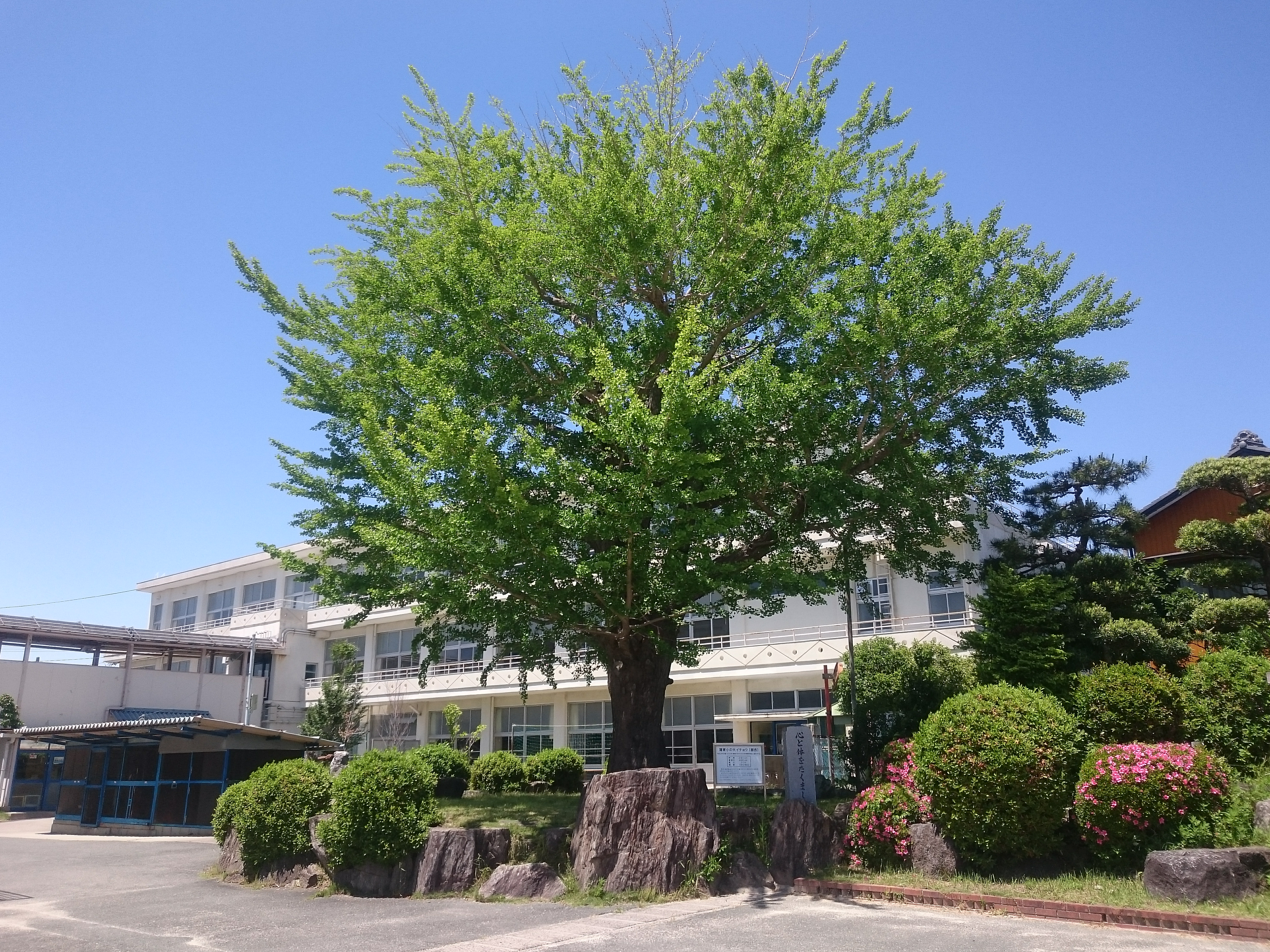
大イチョウ

- 「蒲東小」（がまとうしょう）または「東部小」（とうぶしょう）とも呼ばれる。
- 児童たちは「とがみっ子」と呼ばれる。
- クラス数は14（うち適性学級は2）。
- 卒業生は蒲郡市立蒲郡中学校へ進学する。
- 来賓入口には、通称「大イチョウ」と呼ばれる立派なイチョウがある。

## 沿革
- 1873年（明治6年）10月10日 - 創立。
- 1952年（昭和27年） - 鉄筋校舎竣工。
- 1958年（昭和33年）3月 - 講堂完成。
- 1972年（昭和47年）3月10日 - 新校舎完成。
- 1975年（昭和50年）9月25日 - 「花いっぱいコンクール」（毎日新聞社主催）で優良賞を受賞。
- 1976年（昭和51年） - 管理棟竣工。
- 1978年（昭和53年）1月20日 - 体育館竣工。
- 2004年（平成16年）4月1日 - 2学期制を導入。
- 2015年（平成27年） - 体育館天井撤去等の耐震工事をしLED電球になる。

## 校訓
事に魂をこめよ

## 学校行事
- 入学式
- 球技指導会
- 運動会
- 修学旅行（6年）
- 学芸会
- マラソン大会
- 競書会
- 卒業式

## 校区
- 蒲郡市五井町全域
- 蒲郡市豊岡町、平田町の一部

## 交通
- JR東海三河三谷駅より徒歩22分